# Hebius metusia
Hebius metusia (емейшаньський вуж) — вид змій родини полозових (Colubridae). Ендемік Китаю.

## Поширення і екологія
Емейшаньські вужі мешкають в горах Емейшань в провінції Сичуань на південному заході Китаю. Вони живуть в гірських хвойних і мішаних лісах, на берегах струмків, на висоті від 1100 до 2017 м над рівнем моря.